# 俄日沟
俄日沟，是中国长江流域的一条河流，汇入绰斯甲河，属于大渡河水系。河长110千米，流域面积1900平方千米，年均流量25立方米每秒。自然落差2200米。水能理论蕴藏量22万千瓦。